# Elecciones provinciales de Santa Fe de 1931
Las elecciones generales de la provincia de Santa Fe de 1931 tuvieron lugar el domingo 8 de noviembre del mencionado año con el objetivo de restaurar las instituciones democráticas constitucionales y autónomas de la provincia después de poco más de un año de la dictadura militar de facto encabezada por el general José Félix Uriburu, llegada al poder con el golpe de Estado de septiembre de 1930, que derrocó al gobierno de Hipólito Yrigoyen. Fueron las sextas elecciones provinciales santafesinas desde la instauración del sufragio secreto. Debido a que se tenían que revalidar todas las instituciones provinciales, debían ser elegidos 60 miembros de un Colegio Electoral Provincial, que a su vez se encargaría de investir al Gobernador y al Vicegobernador para el período 1932-1936. En cuanto a la Legislatura Provincial, serían electos 41 escaños de al Cámara de Diputados, y 19 senadores departamentales.
Debido al boicot de la Unión Cívica Radical (UCR), partido gobernante antes del golpe, ante la evidente falta de garantías que ofrecían las elecciones, solo dos fuerzas políticas concurrieron a los comicios. La Concordancia, que apoyaba la candidatura presidencial de Agustín P. Justo, a su vez apoyada por la dictadura saliente; y la Alianza Civil o Alianza Demócrata Socialista, compuesta por el Partido Demócrata Progresista (PDP) y el Partido Socialista (PS), que a nivel nacional sostenían la candidatura de Lisandro de la Torre. En Santa Fe, la Alianza presentó a Luciano Molinas como candidato, mientras que la Concordancia, representada por el sector antiyirigoyenista del radicalismo, presentó a Manuel María de Iriondo.
Mientras que en la mayor parte del país tuvo lugar un fraude electoral masivo que llevó a Justo a la presidencia, la elección santafesina resultó en un amplio y sorpresivo triunfo para Molinas, que obtuvo el 52,84% de los votos contra el 47,16% de Iriondo, y su coalición obtuvo 34 de los 60 escaños del Colegio Electoral. La Alianza logró además la mayoría absoluta en ambas cámaras de la legislatura. La participación fue del 79.22% del electorado registrado.
El 15 de febrero de 1932 Luciano Molinas e Isidoro Carreras fueron ratificados por el Colegio Electoral con 34 votos, contra seis votos de Manuel María de Iriondo y Francisco Beristain.
Molinas asumió la gobernación el 20 de febrero de 1932, convirtiéndose en el primer gobernador demócrata progresista. Sin embargo, no completó su mandato constitucional ya que fue destituido por una intervención federal el 4 de octubre de 1935. El régimen conservador de la Década Infame organizó elecciones fraudulentas, que ganaría Iriondo incluso a pesar de la participación del radicalismo opositor.

## Cargos a elegir
| Departamento     | A elegir  | A elegir  | A elegir  |
| Departamento     | Electores | Diputados | Senadores |
| ---------------- | --------- | --------- | --------- |
| Belgrano         | 2         | 1         | 1         |
| Caseros          | 3         | 2         | 1         |
| Castellanos      | 4         | 3         | 1         |
| Constitución     | 3         | 2         | 1         |
| Garay            | 2         | 1         | 1         |
| General López    | 3         | 2         | 1         |
| General Obligado | 2         | 1         | 1         |
| Iriondo          | 3         | 2         | 1         |
| La Capital       | 4         | 3         | 1         |
| Las Colonias     | 4         | 3         | 1         |
| Nueve de Julio   | 2         | 1         | 1         |
| Rosario          | 11        | 10        | 1         |
| San Cristóbal    | 2         | 1         | 1         |
| San Javier       | 2         | 1         | 1         |
| San Jerónimo     | 3         | 2         | 1         |
| San Justo        | 2         | 1         | 1         |
| San Lorenzo      | 3         | 2         | 1         |
| San Martín       | 3         | 2         | 1         |
| Vera             | 2         | 1         | 1         |
| Total            | 60        | 41        | 19        |

## Tabla de resultados
| Belgrano         | 2  | —  | 1  | —  | 1  | — |
| Caseros          | 3  | —  | 2  | —  | 1  | — |
| Castellanos      | —  | 4  | 3  | —  | 1  | — |
| Constitución     | —  | 3  | —  | 2  | —  | 1 |
| Garay            | —  | 2  | —  | 1  | —  | 1 |
| General López    | —  | 3  | —  | 2  | —  | 1 |
| General Obligado | —  | 2  | —  | 1  | —  | 1 |
| Iriondo          | 3  | —  | 2  | —  | 1  | — |
| La Capital       | —  | 4  | —  | 3  | —  | 1 |
| Las Colonias     | 4  | —  | 3  | —  | 1  | — |
| Nueve de Julio   | —  | 2  | —  | 1  | —  | 1 |
| Rosario          | 11 | —  | 10 | —  | 1  | — |
| San Cristóbal    | —  | 2  | —  | 1  | —  | 1 |
| San Javier       | 2  | —  | 1  | —  | 1  | — |
| San Jerónimo     | 3  | —  | 2  | —  | 1  | — |
| San Justo        | —  | 2  | —  | 1  | —  | 1 |
| San Lorenzo      | 3  | —  | 2  | —  | 1  | — |
| San Martín       | 3  | —  | 2  | —  | 1  | — |
| Vera             | —  | 2  | —  | 1  | —  | 1 |
| Total            | 34 | 26 | 28 | 13 | 10 | 9 |

## Resultados

### Gobernador y Vicegobernador
| Fórmula                 | Fórmula             | Partido         | Partido                        | Votos   | %     | Electores |
| Gobernador              | Vicegobernador      | Partido         | Partido                        | Votos   | %     | Electores |
| ----------------------- | ------------------- | --------------- | ------------------------------ | ------- | ----- | --------- |
| Luciano Molinas         | Isidro Carreras     |                 | Alianza Civil                  | 98.387  | 52,84 | 34/60     |
| Manuel María de Iriondo | Francisco Beristain |                 | Unión Cívica Radical Unificada | 87.799  | 47,16 | 26/60     |
|                         |                     |                 |                                |         |       |           |
| Votos positivos         | Votos positivos     | Votos positivos | Votos positivos                | 186.186 | 89,98 |           |
| Votos en blanco         | Votos en blanco     | Votos en blanco | Votos en blanco                | 20.742  | 10,02 |           |
| Total de votos          | Total de votos      | Total de votos  | Total de votos                 | 206.928 | 100   |           |
| Fuente:                 |                     |                 |                                |         |       |           |

#### Resultados por departamentos
| Belgrano 2 Electores         | Belgrano 2 Electores           | Belgrano 2 Electores    | Belgrano 2 Electores | Belgrano 2 Electores | Belgrano 2 Electores |
| Partido                      | Partido                        | Candidato               | Votos al candidato   | Votos al partido     | %                    |
| ---------------------------- | ------------------------------ | ----------------------- | -------------------- | -------------------- | -------------------- |
|                              | Alianza Civil                  | Francisco Bossio        | 2.085                | 2.085                | 58,03                |
| Francisco R. Re              | Alianza Civil                  | 2.085                   |                      | 2.085                | 58,03                |
|                              | Unión Cívica Radical Unificada | Juan Antonio Echevarría | 1.508                | 1.508                | 41,97                |
| Andrés J. Lamuniere          | Unión Cívica Radical Unificada | 1.507                   |                      | 1.508                | 41,97                |
|                              |                                |                         |                      |                      |                      |
| Votos positivos              | Votos positivos                | Votos positivos         | Votos positivos      | 3.593                | 86,91                |
| Votos en blanco              | Votos en blanco                | Votos en blanco         | Votos en blanco      | 541                  | 13,09                |
| Total de votos               | Total de votos                 | Total de votos          | Total de votos       | 4.134                | 100                  |
| Caseros 3 Electores          |                                |                         |                      |                      |                      |
| Partido                      | Partido                        | Candidato               | Votos al candidato   | Votos al partido     | %                    |
|                              | Alianza Civil                  | Domingo J. Merelli      | 4.513                | 4.513                | 54,54                |
| Juan Viale                   | Alianza Civil                  | 4.513                   |                      | 4.513                | 54,54                |
| Javier Iturbe                | Alianza Civil                  | 4.513                   |                      | 4.513                | 54,54                |
|                              | Unión Cívica Radical Unificada | Carlos A. Morello       | 3.762                | 3.762                | 45,46                |
| Néstor J. Franco             | Unión Cívica Radical Unificada | 3.762                   |                      | 3.762                | 45,46                |
| Ignacio Garimaldi            | Unión Cívica Radical Unificada | 3.760                   |                      | 3.762                | 45,46                |
|                              |                                |                         |                      |                      |                      |
| Votos positivos              | Votos positivos                | Votos positivos         | Votos positivos      | 8.275                | 94,38                |
| Votos en blanco              | Votos en blanco                | Votos en blanco         | Votos en blanco      | 493                  | 5,62                 |
| Total de votos               | Total de votos                 | Total de votos          | Total de votos       | 8.768                | 100                  |
| Castellanos 4 Electores      |                                |                         |                      |                      |                      |
| Partido                      | Partido                        | Candidato               | Votos al candidato   | Votos al partido     | %                    |
|                              | Unión Cívica Radical Unificada | Guillermo García        | 5.340                | 5.340                | 51,09                |
| Juan Francisco Fiorillo      | Unión Cívica Radical Unificada | 5.339                   |                      | 5.340                | 51,09                |
| Fraustino A. Lencioni        | Unión Cívica Radical Unificada | 5.339                   |                      | 5.340                | 51,09                |
| Domingo F. Amalio            | Unión Cívica Radical Unificada | 5.338                   |                      | 5.340                | 51,09                |
|                              | Alianza Civil                  | Miguel Giay             | 5.112                | 5.112                | 48,91                |
| Juan Berrone                 | Alianza Civil                  | 5.112                   |                      | 5.112                | 48,91                |
| Esteban Bonino               | Alianza Civil                  | 5.112                   |                      | 5.112                | 48,91                |
| Juan B. Busso                | Alianza Civil                  | 5.112                   |                      | 5.112                | 48,91                |
|                              |                                |                         |                      |                      |                      |
| Votos positivos              | Votos positivos                | Votos positivos         | Votos positivos      | 10.452               | 92,08                |
| Votos en blanco              | Votos en blanco                | Votos en blanco         | Votos en blanco      | 899                  | 7,92                 |
| Total de votos               | Total de votos                 | Total de votos          | Total de votos       | 11.351               | 100                  |
| Constitución 3 Electores     |                                |                         |                      |                      |                      |
| Partido                      | Partido                        | Candidato               | Votos al candidato   | Votos al partido     | %                    |
|                              | Unión Cívica Radical Unificada | Ramón Beltrame          | 4.012                | 4.012                | 54,57                |
| Faustino E. Daguerre         | Unión Cívica Radical Unificada | 4.012                   |                      | 4.012                | 54,57                |
| Víctor S. Herrera            | Unión Cívica Radical Unificada | 4.009                   |                      | 4.012                | 54,57                |
|                              | Alianza Civil                  | J. Miguel Carrara       | 3.340                | 3.340                | 45,43                |
| José Barba                   | Alianza Civil                  | 3.340                   |                      | 3.340                | 45,43                |
| Victorio Civalero            | Alianza Civil                  | 3.339                   |                      | 3.340                | 45,43                |
|                              |                                |                         |                      |                      |                      |
| Votos positivos              | Votos positivos                | Votos positivos         | Votos positivos      | 7.352                | 92,88                |
| Votos en blanco              | Votos en blanco                | Votos en blanco         | Votos en blanco      | 564                  | 7,12                 |
| Total de votos               | Total de votos                 | Total de votos          | Total de votos       | 7.916                | 100                  |
| Garay 2 Electores            |                                |                         |                      |                      |                      |
| Partido                      | Partido                        | Candidato               | Votos al candidato   | Votos al partido     | %                    |
|                              | Unión Cívica Radical Unificada | Juan Bode               | 1.009                | 1.009                | 62,63                |
| Mariano Más Blanche          | Unión Cívica Radical Unificada | 1.008                   |                      | 1.009                | 62,63                |
|                              | Alianza Civil                  | Humberto Vannucci       | 602                  | 602                  | 37,37                |
| Audelino Bergallo            | Alianza Civil                  | 602                     |                      | 602                  | 37,37                |
|                              |                                |                         |                      |                      |                      |
| Votos positivos              | Votos positivos                | Votos positivos         | Votos positivos      | 1.611                | 96,06                |
| Votos en blanco              | Votos en blanco                | Votos en blanco         | Votos en blanco      | 66                   | 3,94                 |
| Total de votos               | Total de votos                 | Total de votos          | Total de votos       | 1.677                | 100                  |
| General López 3 Electores    |                                |                         |                      |                      |                      |
| Partido                      | Partido                        | Candidato               | Votos al candidato   | Votos al partido     | %                    |
|                              | Unión Cívica Radical Unificada | Alcides S. López        | 7.390                | 7.390                | 52,98                |
| Franklin J. Figueroa         | Unión Cívica Radical Unificada | 7.390                   |                      | 7.390                | 52,98                |
| Nicasio Zabala               | Unión Cívica Radical Unificada | 7.390                   |                      | 7.390                | 52,98                |
|                              | Alianza Civil                  | Mateo Migliore          | 6.559                | 6.559                | 47,02                |
| Juan del Amo                 | Alianza Civil                  | 6.558                   |                      | 6.559                | 47,02                |
| Balbino Reynoso              | Alianza Civil                  | 6.557                   |                      | 6.559                | 47,02                |
|                              |                                |                         |                      |                      |                      |
| Votos positivos              | Votos positivos                | Votos positivos         | Votos positivos      | 13.949               | 92,83                |
| Votos en blanco              | Votos en blanco                | Votos en blanco         | Votos en blanco      | 1.078                | 7,17                 |
| Total de votos               | Total de votos                 | Total de votos          | Total de votos       | 15.027               | 100                  |
| General Obligado 2 Electores |                                |                         |                      |                      |                      |
| Partido                      | Partido                        | Candidato               | Votos al candidato   | Votos al partido     | %                    |
|                              | Unión Cívica Radical Unificada | Wenceslao Correa        | 5.071                | 5.071                | 59,32                |
| Benigno García               | Unión Cívica Radical Unificada | 5.071                   |                      | 5.071                | 59,32                |
|                              | Alianza Civil                  | Amadeo Ferreccio        | 3.478                | 3.478                | 40,68                |
| Domingo Capozzolo            | Alianza Civil                  | 3.477                   |                      | 3.478                | 40,68                |
|                              |                                |                         |                      |                      |                      |
| Votos positivos              | Votos positivos                | Votos positivos         | Votos positivos      | 8.549                | 93,01                |
| Votos en blanco              | Votos en blanco                | Votos en blanco         | Votos en blanco      | 642                  | 6,99                 |
| Total de votos               | Total de votos                 | Total de votos          | Total de votos       | 9.191                | 100                  |
| Iriondo 3 Electores          |                                |                         |                      |                      |                      |
| Partido                      | Partido                        | Candidato               | Votos al candidato   | Votos al partido     | %                    |
|                              | Alianza Civil                  | Ricardo Romegialli      | 3.971                | 3.971                | 62,70                |
| Domingo Bonifati             | Alianza Civil                  | 3.971                   |                      | 3.971                | 62,70                |
| José M. Martino              | Alianza Civil                  | 3.969                   |                      | 3.971                | 62,70                |
|                              | Unión Cívica Radical Unificada | Salvador F. Maini       | 2.362                | 2.362                | 37,30                |
| Agustín G. Borgogno          | Unión Cívica Radical Unificada | 2.361                   |                      | 2.362                | 37,30                |
| Pedro Serodino               | Unión Cívica Radical Unificada | 2.361                   |                      | 2.362                | 37,30                |
|                              |                                |                         |                      |                      |                      |
| Votos positivos              | Votos positivos                | Votos positivos         | Votos positivos      | 6.333                | 86,73                |
| Votos en blanco              | Votos en blanco                | Votos en blanco         | Votos en blanco      | 969                  | 13,27                |
| Total de votos               | Total de votos                 | Total de votos          | Total de votos       | 7.302                | 100                  |
| La Capital 4 Electores       |                                |                         |                      |                      |                      |
| Partido                      | Partido                        | Candidato               | Votos al candidato   | Votos al partido     | %                    |
|                              | Unión Cívica Radical Unificada | Benito E. Niklison      | 12.659               | 12.659               | 60,59                |
| Gregorio E. Merino           | Unión Cívica Radical Unificada | 12.659                  |                      | 12.659               | 60,59                |
| J. Héctor Ladereche          | Unión Cívica Radical Unificada | 12.657                  |                      | 12.659               | 60,59                |
| Natalio Petrone              | Unión Cívica Radical Unificada | 12.653                  |                      | 12.659               | 60,59                |
|                              | Alianza Civil                  | Carlos Gollán Gálvez    | 8.235                | 8.235                | 39,41                |
| Conrado L. Frutos            | Alianza Civil                  | 8.235                   |                      | 8.235                | 39,41                |
| José E. Passeggi Cullen      | Alianza Civil                  | 8.234                   |                      | 8.235                | 39,41                |
| Luis Torres                  | Alianza Civil                  | 8.234                   |                      | 8.235                | 39,41                |
|                              |                                |                         |                      |                      |                      |
| Votos positivos              | Votos positivos                | Votos positivos         | Votos positivos      | 20.894               | 83,02                |
| Votos en blanco              | Votos en blanco                | Votos en blanco         | Votos en blanco      | 4.272                | 16,98                |
| Total de votos               | Total de votos                 | Total de votos          | Total de votos       | 25.166               | 100                  |
| Las Colonias 4 Electores     |                                |                         |                      |                      |                      |
| Partido                      | Partido                        | Candidato               | Votos al candidato   | Votos al partido     | %                    |
|                              | Alianza Civil                  | Emilio J. Drigatti      | 4.664                | 4.664                | 50,92                |
| Atilio J. Venturini          | Alianza Civil                  | 4.664                   |                      | 4.664                | 50,92                |
| Eduardo Weidmann             | Alianza Civil                  | 4.664                   |                      | 4.664                | 50,92                |
| Carlos J. Croppi             | Alianza Civil                  | 4.663                   |                      | 4.664                | 50,92                |
|                              | Unión Cívica Radical Unificada | Juan Pfering            | 4.496                | 4.496                | 49,08                |
| Juan J. Berardo              | Unión Cívica Radical Unificada | 4.496                   |                      | 4.496                | 49,08                |
| Néstor Jeandrevin            | Unión Cívica Radical Unificada | 4.496                   |                      | 4.496                | 49,08                |
| Federico Weibel (h)          | Unión Cívica Radical Unificada | 4.496                   |                      | 4.496                | 49,08                |
|                              |                                |                         |                      |                      |                      |
| Votos positivos              | Votos positivos                | Votos positivos         | Votos positivos      | 9.160                | 89,95                |
| Votos en blanco              | Votos en blanco                | Votos en blanco         | Votos en blanco      | 1.023                | 10,05                |
| Total de votos               | Total de votos                 | Total de votos          | Total de votos       | 10.183               | 100                  |
| Nueve de Julio 2 Electores   |                                |                         |                      |                      |                      |
| Partido                      | Partido                        | Candidato               | Votos al candidato   | Votos al partido     | %                    |
|                              | Unión Cívica Radical Unificada | Juan Galupo             | 956                  | 956                  | 70,50                |
| Bartolomé S. Basualdo        | Unión Cívica Radical Unificada | 956                     |                      | 956                  | 70,50                |
|                              | Alianza Civil                  | Pedro Natta             | 400                  | 400                  | 29,50                |
| Raúl Armatti                 | Alianza Civil                  | 400                     |                      | 400                  | 29,50                |
|                              |                                |                         |                      |                      |                      |
| Votos positivos              | Votos positivos                | Votos positivos         | Votos positivos      | 1.356                | 86,20                |
| Votos en blanco              | Votos en blanco                | Votos en blanco         | Votos en blanco      | 217                  | 13,80                |
| Total de votos               | Total de votos                 | Total de votos          | Total de votos       | 1.573                | 100                  |
| Rosario 11 Electores         |                                |                         |                      |                      |                      |
| Partido                      | Partido                        | Candidato               | Votos al candidato   | Votos al partido     | %                    |
|                              | Alianza Civil                  | Tomás G. Berlengieri    | 37.732               | 37.732               | 65,58                |
| Ángel Bernini                | Alianza Civil                  | 37.732                  |                      | 37.732               | 65,58                |
| Amadeo F. Bignami            | Alianza Civil                  | 37.732                  |                      | 37.732               | 65,58                |
| José Cura                    | Alianza Civil                  | 37.732                  |                      | 37.732               | 65,58                |
| Lorenzo Giacosa              | Alianza Civil                  | 37.732                  |                      | 37.732               | 65,58                |
| Guillermo M. Gómez           | Alianza Civil                  | 37.732                  |                      | 37.732               | 65,58                |
| Hugo Roselli                 | Alianza Civil                  | 37.732                  |                      | 37.732               | 65,58                |
| Domingo Brebbia              | Alianza Civil                  | 37.731                  |                      | 37.732               | 65,58                |
| Daniel Destefani             | Alianza Civil                  | 37.730                  |                      | 37.732               | 65,58                |
| Isidro Oliver                | Alianza Civil                  | 37.730                  |                      | 37.732               | 65,58                |
| Bartolomé Sívori             | Alianza Civil                  | 37.730                  |                      | 37.732               | 65,58                |
|                              | Unión Cívica Radical Unificada | Silvio Guiliani         | 19.804               | 19.804               | 34,42                |
| Adolfo J. Massat             | Unión Cívica Radical Unificada | 19.803                  |                      | 19.804               | 34,42                |
| Daniel de Rosa               | Unión Cívica Radical Unificada | 19.803                  |                      | 19.804               | 34,42                |
| Juan Gonsolin                | Unión Cívica Radical Unificada | 19.803                  |                      | 19.804               | 34,42                |
| E. Pérez Zavalía             | Unión Cívica Radical Unificada | 19.802                  |                      | 19.804               | 34,42                |
| Agustín Fedele               | Unión Cívica Radical Unificada | 19.802                  |                      | 19.804               | 34,42                |
| Manuel Fernández Romero      | Unión Cívica Radical Unificada | 19.802                  |                      | 19.804               | 34,42                |
| Federico Donadio             | Unión Cívica Radical Unificada | 19.801                  |                      | 19.804               | 34,42                |
| Juan B. Sotomayor            | Unión Cívica Radical Unificada | 19.800                  |                      | 19.804               | 34,42                |
| Ricardo J. Pardo             | Unión Cívica Radical Unificada | 19.793                  |                      | 19.804               | 34,42                |
| José J. Perfumo              | Unión Cívica Radical Unificada | 19.788                  |                      | 19.804               | 34,42                |
|                              |                                |                         |                      |                      |                      |
| Votos positivos              | Votos positivos                | Votos positivos         | Votos positivos      | 57.536               | 89,16                |
| Votos en blanco              | Votos en blanco                | Votos en blanco         | Votos en blanco      | 6.995                | 10,84                |
| Total de votos               | Total de votos                 | Total de votos          | Total de votos       | 64.531               | 100                  |
| San Cristóbal 2 Electores    |                                |                         |                      |                      |                      |
| Partido                      | Partido                        | Candidato               | Votos al candidato   | Votos al partido     | %                    |
|                              | Unión Cívica Radical Unificada | Antonio Pastorino       | 3.744                | 3.744                | 55,12                |
| Antonio Martí                | Unión Cívica Radical Unificada | 3.744                   |                      | 3.744                | 55,12                |
|                              | Alianza Civil                  | Marcos Blanc            | 3.049                | 3.049                | 44,88                |
| Juan Bautista M. Bonino      | Alianza Civil                  | 3.048                   |                      | 3.049                | 44,88                |
|                              |                                |                         |                      |                      |                      |
| Votos positivos              | Votos positivos                | Votos positivos         | Votos positivos      | 6.793                | 94,87                |
| Votos en blanco              | Votos en blanco                | Votos en blanco         | Votos en blanco      | 367                  | 5,13                 |
| Total de votos               | Total de votos                 | Total de votos          | Total de votos       | 7.160                | 100                  |
| San Javier 2 Electores       |                                |                         |                      |                      |                      |
| Partido                      | Partido                        | Candidato               | Votos al candidato   | Votos al partido     | %                    |
|                              | Alianza Civil                  | Pedro Gómez Morera      | 1.393                | 1.393                | 62,49                |
| José Kees                    | Alianza Civil                  | 1.392                   |                      | 1.393                | 62,49                |
|                              | Unión Cívica Radical Unificada | Elvidio Troncoso        | 836                  | 836                  | 37,51                |
| Teófilo Bieri                | Unión Cívica Radical Unificada | 835                     |                      | 836                  | 37,51                |
|                              |                                |                         |                      |                      |                      |
| Votos positivos              | Votos positivos                | Votos positivos         | Votos positivos      | 2.229                | 89,34                |
| Votos en blanco              | Votos en blanco                | Votos en blanco         | Votos en blanco      | 266                  | 10,66                |
| Total de votos               | Total de votos                 | Total de votos          | Total de votos       | 2.495                | 100                  |
| San Jerónimo 3 Electores     |                                |                         |                      |                      |                      |
| Partido                      | Partido                        | Candidato               | Votos al candidato   | Votos al partido     | %                    |
|                              | Alianza Civil                  | Alejandro Muro          | 4.355                | 4.355                | 52,86                |
| Andrés Perotti (h)           | Alianza Civil                  | 4.277                   |                      | 4.355                | 52,86                |
| Alejandro Cardoso            | Alianza Civil                  | 4.276                   |                      | 4.355                | 52,86                |
|                              | Unión Cívica Radical Unificada | José Viale              | 3.884                | 3.884                | 47,14                |
| Luis C. Tomatis              | Unión Cívica Radical Unificada | 3.870                   |                      | 3.884                | 47,14                |
| Enrique Hoffmann             | Unión Cívica Radical Unificada | 3.832                   |                      | 3.884                | 47,14                |
|                              |                                |                         |                      |                      |                      |
| Votos positivos              | Votos positivos                | Votos positivos         | Votos positivos      | 8.239                | 93,84                |
| Votos en blanco              | Votos en blanco                | Votos en blanco         | Votos en blanco      | 541                  | 6,16                 |
| Total de votos               | Total de votos                 | Total de votos          | Total de votos       | 8.780                | 100                  |
| San Justo 2 Electores        |                                |                         |                      |                      |                      |
| Partido                      | Partido                        | Candidato               | Votos al candidato   | Votos al partido     | %                    |
|                              | Unión Cívica Radical Unificada | Emilio Grilli           | 2.065                | 2.065                | 63,21                |
| Ángel Pascualón              | Unión Cívica Radical Unificada | 2.065                   |                      | 2.065                | 63,21                |
|                              | Alianza Civil                  | Juan B. Brussa          | 1.202                | 1.202                | 36,79                |
| Bernardo L. Bertoldi         | Alianza Civil                  | 1.202                   |                      | 1.202                | 36,79                |
|                              |                                |                         |                      |                      |                      |
| Votos positivos              | Votos positivos                | Votos positivos         | Votos positivos      | 3.267                | 87,33                |
| Votos en blanco              | Votos en blanco                | Votos en blanco         | Votos en blanco      | 474                  | 12,67                |
| Total de votos               | Total de votos                 | Total de votos          | Total de votos       | 3.741                | 100                  |
| San Lorenzo 3 Electores      |                                |                         |                      |                      |                      |
| Partido                      | Partido                        | Candidato               | Votos al candidato   | Votos al partido     | %                    |
|                              | Alianza Civil                  | Emilio Hegi             | 3.271                | 3.271                | 56,14                |
| Marcelino L. Fasoletti       | Alianza Civil                  | 3.271                   |                      | 3.271                | 56,14                |
| Eduardo Borghi               | Alianza Civil                  | 3.270                   |                      | 3.271                | 56,14                |
|                              | Unión Cívica Radical Unificada | Gaspar Ravena           | 2.555                | 2.555                | 43,86                |
| Francisco Guraya             | Unión Cívica Radical Unificada | 2.555                   |                      | 2.555                | 43,86                |
| Luis Luraschi                | Unión Cívica Radical Unificada | 2.555                   |                      | 2.555                | 43,86                |
|                              |                                |                         |                      |                      |                      |
| Votos positivos              | Votos positivos                | Votos positivos         | Votos positivos      | 5.826                | 91,65                |
| Votos en blanco              | Votos en blanco                | Votos en blanco         | Votos en blanco      | 531                  | 8,35                 |
| Total de votos               | Total de votos                 | Total de votos          | Total de votos       | 6.357                | 100                  |
| San Martín 3 Electores       |                                |                         |                      |                      |                      |
| Partido                      | Partido                        | Candidato               | Votos al candidato   | Votos al partido     | %                    |
|                              | Alianza Civil                  | Guillermo Roccia        | 3.554                | 3.554                | 52,98                |
| Pedro R. Brunazzo            | Alianza Civil                  | 3.553                   |                      | 3.554                | 52,98                |
| Silvestre Alberto            | Alianza Civil                  | 3.553                   |                      | 3.554                | 52,98                |
|                              | Unión Cívica Radical Unificada | Luis F. Brizzio         | 3.154                | 3.154                | 47,02                |
| Luis Rébola                  | Unión Cívica Radical Unificada | 3.153                   |                      | 3.154                | 47,02                |
| Mario Allevi                 | Unión Cívica Radical Unificada | 3.148                   |                      | 3.154                | 47,02                |
|                              |                                |                         |                      |                      |                      |
| Votos positivos              | Votos positivos                | Votos positivos         | Votos positivos      | 6.708                | 93,26                |
| Votos en blanco              | Votos en blanco                | Votos en blanco         | Votos en blanco      | 485                  | 6,74                 |
| Total de votos               | Total de votos                 | Total de votos          | Total de votos       | 7.193                | 100                  |
| Vera 2 Electores             |                                |                         |                      |                      |                      |
| Partido                      | Partido                        | Candidato               | Votos al candidato   | Votos al partido     | %                    |
|                              | Unión Cívica Radical Unificada | Carlos E. Landi         | 3.192                | 3.192                | 78,54                |
| Alberto Huber                | Unión Cívica Radical Unificada | 3.191                   |                      | 3.192                | 78,54                |
|                              | Alianza Civil                  | Gastón C. P. Piat       | 872                  | 872                  | 21,46                |
| Miguel Kees                  | Alianza Civil                  | 872                     |                      | 872                  | 21,46                |
|                              |                                |                         |                      |                      |                      |
| Votos positivos              | Votos positivos                | Votos positivos         | Votos positivos      | 4.064                | 92,72                |
| Votos en blanco              | Votos en blanco                | Votos en blanco         | Votos en blanco      | 319                  | 7,28                 |
| Total de votos               | Total de votos                 | Total de votos          | Total de votos       | 4.383                | 100                  |

### Cámara de Diputados
| Partido         | Partido                        | Votos   | %     | Bancas |
| --------------- | ------------------------------ | ------- | ----- | ------ |
|                 | Alianza Civil                  | 98.561  | 53,19 | 28/41  |
|                 | Unión Cívica Radical Unificada | 83.574  | 45,11 | 13/41  |
|                 | Partido Comunista              | 3.104   | 1,68  |        |
|                 | Otros candidatos               | 48      | 0,03  |        |
|                 |                                |         |       |        |
| Votos positivos | Votos positivos                | 185.287 | 89,93 |        |
| Votos en blanco | Votos en blanco                | 20.742  | 10,07 |        |
| Total de votos  | Total de votos                 | 206.029 | 100   |        |
| Fuente:         |                                |         |       |        |

#### Resultados por departamentos
| Belgrano 1 Diputado         | Belgrano 1 Diputado            | Belgrano 1 Diputado         | Belgrano 1 Diputado    | Belgrano 1 Diputado | Belgrano 1 Diputado |
| Partido                     | Partido                        | Candidato                   | Candidato              | Votos               | %                   |
| --------------------------- | ------------------------------ | --------------------------- | ---------------------- | ------------------- | ------------------- |
|                             | Alianza Civil                  | José A. Linares             | José A. Linares        | 2.092               | 58,22               |
|                             | Unión Cívica Radical Unificada | Blas A. Garófalo            | Blas A. Garófalo       | 1.498               | 41,69               |
|                             | Otros candidatos               | Otros candidatos            | Otros candidatos       | 3                   | 0,55                |
|                             |                                |                             |                        |                     |                     |
| Votos positivos             | Votos positivos                | Votos positivos             | Votos positivos        | 3.593               | 86,91               |
| Votos en blanco             | Votos en blanco                | Votos en blanco             | Votos en blanco        | 541                 | 13,09               |
| Total de votos              | Total de votos                 | Total de votos              | Total de votos         | 4.134               | 100                 |
| Caseros 2 Diputados         |                                |                             |                        |                     |                     |
| Partido                     | Partido                        | Candidato                   | Votos al candidato     | Votos al partido    | %                   |
|                             | Alianza Civil                  | Juan J. Luraschi            | 4.516                  | 4.516               | 54,49               |
| Enrique Destefanis          | Alianza Civil                  | 4.514                       |                        | 4.516               | 54,49               |
|                             | Unión Cívica Radical Unificada | José Mazzini                | 3.494                  | 3.494               | 42,16               |
| Félix A. Chaparro           | Unión Cívica Radical Unificada | 3.174                       |                        | 3.494               | 42,16               |
|                             | Partido Comunista              | Manuel A. Bernabé           | 277                    | 277                 | 3,34                |
| Enrique Ortiz Cáceres       | Partido Comunista              | 277                         |                        | 277                 | 3,34                |
|                             | Otros candidatos               | Otros candidatos            | Otros candidatos       | 1                   | 0,20                |
|                             |                                |                             |                        |                     |                     |
| Votos positivos             | Votos positivos                | Votos positivos             | Votos positivos        | 8.288               | 94,39               |
| Votos en blanco             | Votos en blanco                | Votos en blanco             | Votos en blanco        | 493                 | 5,61                |
| Total de votos              | Total de votos                 | Total de votos              | Total de votos         | 8.781               | 100                 |
| Castellanos 3 Diputados     |                                |                             |                        |                     |                     |
| Partido                     | Partido                        | Candidato                   | Votos al candidato     | Votos al partido    | %                   |
|                             | Alianza Civil                  | Miguel Pla                  | 5.100                  | 5.100               | 48,81               |
| Carlos Casabella            | Alianza Civil                  | 5.096                       |                        | 5.100               | 48,81               |
| Domingo Arbitelli           | Alianza Civil                  | 5.093                       |                        | 5.100               | 48,81               |
|                             | Unión Cívica Radical Unificada | Marcelino de Micheli        | 5.043                  | 5.043               | 48,27               |
| Leopoldo J. López           | Unión Cívica Radical Unificada | 5.035                       |                        | 5.043               | 48,27               |
| Domingo F. Albornoz         | Unión Cívica Radical Unificada | 5.033                       |                        | 5.043               | 48,27               |
|                             | Partido Comunista              | Héctor J. Piacenza          | 301                    | 301                 | 2,88                |
| Raúl H. Záccaro             | Partido Comunista              | 300                         |                        | 301                 | 2,88                |
| Eduardo S. Castilla         | Partido Comunista              | 300                         |                        | 301                 | 2,88                |
|                             | Otros candidatos               | Otros candidatos            | Otros candidatos       | 4                   | 0,44                |
|                             |                                |                             |                        |                     |                     |
| Votos positivos             | Votos positivos                | Votos positivos             | Votos positivos        | 10.448              | 92,08               |
| Votos en blanco             | Votos en blanco                | Votos en blanco             | Votos en blanco        | 899                 | 7,92                |
| Total de votos              | Total de votos                 | Total de votos              | Total de votos         | 11.347              | 100                 |
| Constitución 2 Diputados    |                                |                             |                        |                     |                     |
| Partido                     | Partido                        | Candidato                   | Votos al candidato     | Votos al partido    | %                   |
|                             | Unión Cívica Radical Unificada | Juan Mazzoni                | 3.600                  | 3.600               | 48,95               |
| Carlos A. Sánchez           | Unión Cívica Radical Unificada | 3.598                       |                        | 3.600               | 48,95               |
|                             | Alianza Civil                  | Vicente Ferrero             | 3.341                  | 3.341               | 45,42               |
| Mateo D'Anna                | Alianza Civil                  | 3.340                       |                        | 3.341               | 45,42               |
|                             | Partido Comunista              | José Larramendi             | 414                    | 414                 | 5,63                |
| Ludovico Fauda              | Partido Comunista              | 412                         |                        | 414                 | 5,63                |
|                             |                                |                             |                        |                     |                     |
| Votos positivos             | Votos positivos                | Votos positivos             | Votos positivos        | 7.355               | 92,88               |
| Votos en blanco             | Votos en blanco                | Votos en blanco             | Votos en blanco        | 564                 | 7,12                |
| Total de votos              | Total de votos                 | Total de votos              | Total de votos         | 7.919               | 100                 |
| Garay 1 Diputado            |                                |                             |                        |                     |                     |
| Partido                     | Partido                        | Candidato                   | Candidato              | Votos               | %                   |
|                             | Unión Cívica Radical Unificada | Francisco Bieri             | Francisco Bieri        | 976                 | 61,11               |
|                             | Alianza Civil                  | José Ignacio Iturraspe      | José Ignacio Iturraspe | 621                 | 38,89               |
|                             |                                |                             |                        |                     |                     |
| Votos positivos             | Votos positivos                | Votos positivos             | Votos positivos        | 1.597               | 96,03               |
| Votos en blanco             | Votos en blanco                | Votos en blanco             | Votos en blanco        | 66                  | 3,97                |
| Total de votos              | Total de votos                 | Total de votos              | Total de votos         | 1.663               | 100                 |
| General López 2 Diputados   |                                |                             |                        |                     |                     |
| Partido                     | Partido                        | Candidato                   | Votos al candidato     | Votos al partido    | %                   |
|                             | Unión Cívica Radical Unificada | Romeo E. de los Santos      | 6.595                  | 6.595               | 47,28               |
| Eugenio Medoux              | Unión Cívica Radical Unificada | 6.582                       |                        | 6.595               | 47,28               |
|                             | Alianza Civil                  | Miguel Torres (h)           | 6.560                  | 6.560               | 47,03               |
| Edmundo Perkins             | Alianza Civil                  | 6.554                       |                        | 6.560               | 47,03               |
|                             | Partido Comunista              | Juan B. Cortesse            | 795                    | 795                 | 5,70                |
| Manuel Joaquín Guerra       | Partido Comunista              | 793                         |                        | 795                 | 5,70                |
|                             |                                |                             |                        |                     |                     |
| Votos positivos             | Votos positivos                | Votos positivos             | Votos positivos        | 13.950              | 92,83               |
| Votos en blanco             | Votos en blanco                | Votos en blanco             | Votos en blanco        | 1.078               | 7,17                |
| Total de votos              | Total de votos                 | Total de votos              | Total de votos         | 15.028              | 100                 |
| General Obligado 1 Diputado |                                |                             |                        |                     |                     |
| Partido                     | Partido                        | Candidato                   | Candidato              | Votos               | %                   |
|                             | Unión Cívica Radical Unificada | Delfor Contreras            | Delfor Contreras       | 4.948               | 58,70               |
|                             | Alianza Civil                  | Francisco Sellarés          | Francisco Sellarés     | 3.481               | 41,30               |
|                             |                                |                             |                        |                     |                     |
| Votos positivos             | Votos positivos                | Votos positivos             | Votos positivos        | 8.429               | 92,92               |
| Votos en blanco             | Votos en blanco                | Votos en blanco             | Votos en blanco        | 642                 | 7,08                |
| Total de votos              | Total de votos                 | Total de votos              | Total de votos         | 9.071               | 100                 |
| Iriondo 2 Diputados         |                                |                             |                        |                     |                     |
| Partido                     | Partido                        | Candidato                   | Votos al candidato     | Votos al partido    | %                   |
|                             | Alianza Civil                  | César Torriglia             | 4.079                  | 4.079               | 63,33               |
| Juan Barbero                | Alianza Civil                  | 3.964                       |                        | 4.079               | 63,33               |
|                             | Unión Cívica Radical Unificada | Roque Gorría                | 2.124                  | 2.124               | 32,98               |
| Luis A. Bianchi             | Unión Cívica Radical Unificada | 1.990                       |                        | 2.124               | 32,98               |
|                             | Partido Comunista              | Antonio Dodorico            | 235                    | 235                 | 3,65                |
| Tomás Gentile               | Partido Comunista              | 233                         |                        | 235                 | 3,65                |
|                             | Otros candidatos               | Otros candidatos            | Otros candidatos       | 3                   | 0,31                |
|                             |                                |                             |                        |                     |                     |
| Votos positivos             | Votos positivos                | Votos positivos             | Votos positivos        | 6.441               | 86,92               |
| Votos en blanco             | Votos en blanco                | Votos en blanco             | Votos en blanco        | 969                 | 13,08               |
| Total de votos              | Total de votos                 | Total de votos              | Total de votos         | 7.410               | 100                 |
| La Capital 3 Diputados      |                                |                             |                        |                     |                     |
| Partido                     | Partido                        | Candidato                   | Votos al candidato     | Votos al partido    | %                   |
|                             | Unión Cívica Radical Unificada | Lucas Diez Rodríguez        | 12.291                 | 12.291              | 59,82               |
| Rodolfo Reyna               | Unión Cívica Radical Unificada | 12.283                      |                        | 12.291              | 59,82               |
| Emilio G. Leiva             | Unión Cívica Radical Unificada | 12.261                      |                        | 12.291              | 59,82               |
|                             | Alianza Civil                  | Tomás Montes                | 8.248                  | 8.248               | 40,14               |
| Néstor J. Blanco Boeri      | Alianza Civil                  | 8.246                       |                        | 8.248               | 40,14               |
| Conrado Diez Rodríguez      | Alianza Civil                  | 8.231                       |                        | 8.248               | 40,14               |
|                             | Otros candidatos               | Otros candidatos            | Otros candidatos       | 7                   | 0,16                |
|                             |                                |                             |                        |                     |                     |
| Votos positivos             | Votos positivos                | Votos positivos             | Votos positivos        | 20.546              | 82,79               |
| Votos en blanco             | Votos en blanco                | Votos en blanco             | Votos en blanco        | 4.272               | 17,21               |
| Total de votos              | Total de votos                 | Total de votos              | Total de votos         | 24.818              | 100                 |
| Las Colonias 3 Diputados    |                                |                             |                        |                     |                     |
| Partido                     | Partido                        | Candidato                   | Votos al candidato     | Votos al partido    | %                   |
|                             | Alianza Civil                  | Otto C. Gschwind            | 4.664                  | 4.664               | 51,69               |
| Mateo C. Longo              | Alianza Civil                  | 4.663                       |                        | 4.664               | 51,69               |
| Lorenzo Bertero             | Alianza Civil                  | 4.661                       |                        | 4.664               | 51,69               |
|                             | Unión Cívica Radical Unificada | Félix Silvera               | 4.358                  | 4.358               | 48,30               |
| Eudosio Benítez             | Unión Cívica Radical Unificada | 4.355                       |                        | 4.358               | 48,30               |
| Juan B. Oliva               | Unión Cívica Radical Unificada | 4.351                       |                        | 4.358               | 48,30               |
|                             | Otros candidatos               | Otros candidatos            | Otros candidatos       | 1                   | 0,10                |
|                             |                                |                             |                        |                     |                     |
| Votos positivos             | Votos positivos                | Votos positivos             | Votos positivos        | 9.023               | 89,82               |
| Votos en blanco             | Votos en blanco                | Votos en blanco             | Votos en blanco        | 1.023               | 10,18               |
| Total de votos              | Total de votos                 | Total de votos              | Total de votos         | 10.046              | 100                 |
| Nueve de Julio 1 Diputado   |                                |                             |                        |                     |                     |
| Partido                     | Partido                        | Candidato                   | Candidato              | Votos               | %                   |
|                             | Unión Cívica Radical Unificada | Ernesto Montes              | Ernesto Montes         | 908                 | 68,53               |
|                             | Alianza Civil                  | Domingo Armendariz (h)      | Domingo Armendariz (h) | 417                 | 31,47               |
|                             |                                |                             |                        |                     |                     |
| Votos positivos             | Votos positivos                | Votos positivos             | Votos positivos        | 1.325               | 85,93               |
| Votos en blanco             | Votos en blanco                | Votos en blanco             | Votos en blanco        | 217                 | 14,07               |
| Total de votos              | Total de votos                 | Total de votos              | Total de votos         | 1.542               | 100                 |
| Rosario 10 Diputados        |                                |                             |                        |                     |                     |
| Partido                     | Partido                        | Candidato                   | Votos al candidato     | Votos al partido    | %                   |
|                             | Alianza Civil                  | Ricardo Barraco Mármol      | 37.751                 | 37.751              | 65,60               |
| Luis Sgrosso                | Alianza Civil                  | 37.747                      |                        | 37.751              | 65,60               |
| Virgilio Sánchez Granel     | Alianza Civil                  | 37.741                      |                        | 37.751              | 65,60               |
| Pedro A. Milanoli           | Alianza Civil                  | 37.722                      |                        | 37.751              | 65,60               |
| Juan Godfrid                | Alianza Civil                  | 37.716                      |                        | 37.751              | 65,60               |
| Italo S. Nannini            | Alianza Civil                  | 37.713                      |                        | 37.751              | 65,60               |
| José Varela Silveyra        | Alianza Civil                  | 37.712                      |                        | 37.751              | 65,60               |
| Hildebrando Rubino          | Alianza Civil                  | 37.711                      |                        | 37.751              | 65,60               |
| Federico Dohle              | Alianza Civil                  | 37.708                      |                        | 37.751              | 65,60               |
| Gregorio Vergara Oroño      | Alianza Civil                  | 37.705                      |                        | 37.751              | 65,60               |
|                             | Unión Cívica Radical Unificada | Alejandro Chaves Goyenechea | 19.205                 | 19.205              | 33,38               |
| Carlos J. Casanova          | Unión Cívica Radical Unificada | 19.203                      |                        | 19.205              | 33,38               |
| Ángel L. Fiasco             | Unión Cívica Radical Unificada | 19.185                      |                        | 19.205              | 33,38               |
| Juan Elorza                 | Unión Cívica Radical Unificada | 19.179                      |                        | 19.205              | 33,38               |
| Sebastián M. Salvatierra    | Unión Cívica Radical Unificada | 19.125                      |                        | 19.205              | 33,38               |
| Jorge E. de Sanctis         | Unión Cívica Radical Unificada | 19.109                      |                        | 19.205              | 33,38               |
| Adolfo Eguren               | Unión Cívica Radical Unificada | 19.097                      |                        | 19.205              | 33,38               |
| Pedro H. Dedominicis        | Unión Cívica Radical Unificada | 19.086                      |                        | 19.205              | 33,38               |
| Felipe L. Ordóñez           | Unión Cívica Radical Unificada | 19.070                      |                        | 19.205              | 33,38               |
| Nicolás Silvio Cifarelli    | Unión Cívica Radical Unificada | 19.063                      |                        | 19.205              | 33,38               |
|                             | Partido Comunista              | Raúl H. Záccaro             | 566                    | 566                 | 0,98                |
| Tomás Gentile               | Partido Comunista              | 566                         |                        | 566                 | 0,98                |
| Manuel A. Bernabé           | Partido Comunista              | 565                         |                        | 566                 | 0,98                |
| Antonio Dodorico            | Partido Comunista              | 565                         |                        | 566                 | 0,98                |
| Alfredo J. Alsina           | Partido Comunista              | 565                         |                        | 566                 | 0,98                |
| Serafín I. Freccerro        | Partido Comunista              | 565                         |                        | 566                 | 0,98                |
| Antonio Diecidue            | Partido Comunista              | 565                         |                        | 566                 | 0,98                |
| Álvaro González Carvallo    | Partido Comunista              | 565                         |                        | 566                 | 0,98                |
| Domingo C. Mutti            | Partido Comunista              | 565                         |                        | 566                 | 0,98                |
| Pedro de Paoli              | Partido Comunista              | 563                         |                        | 566                 | 0,98                |
|                             | Otros candidatos               | Otros candidatos            | Otros candidatos       | 21                  | 0,30                |
|                             |                                |                             |                        |                     |                     |
| Votos positivos             | Votos positivos                | Votos positivos             | Votos positivos        | 57.543              | 89,16               |
| Votos en blanco             | Votos en blanco                | Votos en blanco             | Votos en blanco        | 6.995               | 10,84               |
| Total de votos              | Total de votos                 | Total de votos              | Total de votos         | 64.538              | 100                 |
| San Cristóbal 1 Diputado    |                                |                             |                        |                     |                     |
| Partido                     | Partido                        | Candidato                   | Candidato              | Votos               | %                   |
|                             | Unión Cívica Radical Unificada | Julio S. Hereñú             | Julio S. Hereñú        | 3.627               | 54,43               |
|                             | Alianza Civil                  | Meyer Malamud               | Meyer Malamud          | 3.035               | 45,55               |
|                             | Otros candidatos               | Otros candidatos            | Otros candidatos       | 1                   | 0,27                |
|                             |                                |                             |                        |                     |                     |
| Votos positivos             | Votos positivos                | Votos positivos             | Votos positivos        | 6.663               | 94,78               |
| Votos en blanco             | Votos en blanco                | Votos en blanco             | Votos en blanco        | 367                 | 5,22                |
| Total de votos              | Total de votos                 | Total de votos              | Total de votos         | 7.030               | 100                 |
| San Javier 1 Diputado       |                                |                             |                        |                     |                     |
| Partido                     | Partido                        | Candidato                   | Candidato              | Votos               | %                   |
|                             | Alianza Civil                  | Eugenio Wade                | Eugenio Wade           | 1.389               | 62,62               |
|                             | Unión Cívica Radical Unificada | J. Edisto Romero            | J. Edisto Romero       | 827                 | 37,29               |
|                             | Otros candidatos               | Otros candidatos            | Otros candidatos       | 2                   | 0,75                |
|                             |                                |                             |                        |                     |                     |
| Votos positivos             | Votos positivos                | Votos positivos             | Votos positivos        | 2.218               | 89,29               |
| Votos en blanco             | Votos en blanco                | Votos en blanco             | Votos en blanco        | 266                 | 10,71               |
| Total de votos              | Total de votos                 | Total de votos              | Total de votos         | 2.484               | 100                 |
| San Jerónimo 2 Diputados    |                                |                             |                        |                     |                     |
| Partido                     | Partido                        | Candidato                   | Votos al candidato     | Votos al partido    | %                   |
|                             | Alianza Civil                  | Waldino Maradona            | 4.346                  | 4.346               | 53,27               |
| Pascual Delduchetto         | Alianza Civil                  | 4.236                       |                        | 4.346               | 53,27               |
|                             | Unión Cívica Radical Unificada | Heberto F. E. Qüesta        | 3.811                  | 3.811               | 46,71               |
| Fernando R. Ramírez         | Unión Cívica Radical Unificada | 3.661                       |                        | 3.811               | 46,71               |
|                             | Otros candidatos               | Otros candidatos            | Otros candidatos       | 2                   | 0,37                |
|                             |                                |                             |                        |                     |                     |
| Votos positivos             | Votos positivos                | Votos positivos             | Votos positivos        | 8.159               | 93,78               |
| Votos en blanco             | Votos en blanco                | Votos en blanco             | Votos en blanco        | 541                 | 6,22                |
| Total de votos              | Total de votos                 | Total de votos              | Total de votos         | 8.700               | 100                 |
| San Justo 1 Diputado        |                                |                             |                        |                     |                     |
| Partido                     | Partido                        | Candidato                   | Candidato              | Votos               | %                   |
|                             | Unión Cívica Radical Unificada | Martín Neme                 | Martín Neme            | 1.950               | 60,92               |
|                             | Alianza Civil                  | Dalmiro M. Videla           | Dalmiro M. Videla      | 1.251               | 39,08               |
|                             |                                |                             |                        |                     |                     |
| Votos positivos             | Votos positivos                | Votos positivos             | Votos positivos        | 3.201               | 87,10               |
| Votos en blanco             | Votos en blanco                | Votos en blanco             | Votos en blanco        | 474                 | 12,90               |
| Total de votos              | Total de votos                 | Total de votos              | Total de votos         | 3.675               | 100                 |
| San Lorenzo 2 Diputados     |                                |                             |                        |                     |                     |
| Partido                     | Partido                        | Candidato                   | Votos al candidato     | Votos al partido    | %                   |
|                             | Alianza Civil                  | Ricardo Machain             | 3.282                  | 3.282               | 56,34               |
| Froilán Ravena Palacios     | Alianza Civil                  | 3.272                       |                        | 3.282               | 56,34               |
|                             | Unión Cívica Radical Unificada | Pío Ateca                   | 2.381                  | 2.381               | 40,88               |
| Eliseo Vera Razetto         | Unión Cívica Radical Unificada | 2.338                       |                        | 2.381               | 40,88               |
|                             | Partido Comunista              | Horacio Tissera             | 160                    | 160                 | 2,75                |
| Mateo Pavlinovic            | Partido Comunista              | 160                         |                        | 160                 | 2,75                |
|                             | Otros candidatos               | Otros candidatos            | Otros candidatos       | 2                   | 0,38                |
|                             |                                |                             |                        |                     |                     |
| Votos positivos             | Votos positivos                | Votos positivos             | Votos positivos        | 5.825               | 91,65               |
| Votos en blanco             | Votos en blanco                | Votos en blanco             | Votos en blanco        | 531                 | 8,35                |
| Total de votos              | Total de votos                 | Total de votos              | Total de votos         | 6.356               | 100                 |
| San Martín 2 Diputados      |                                |                             |                        |                     |                     |
| Partido                     | Partido                        | Candidato                   | Votos al candidato     | Votos al partido    | %                   |
|                             | Alianza Civil                  | José Merlo                  | 3.548                  | 3.548               | 52,88               |
| Pío Isaac Monteagudo        | Alianza Civil                  | 3.546                       |                        | 3.548               | 52,88               |
|                             | Unión Cívica Radical Unificada | Luis M. Gallo               | 2.805                  | 2.805               | 41,80               |
| Carlos A. Jobson            | Unión Cívica Radical Unificada | 2.804                       |                        | 2.805               | 41,80               |
|                             | Partido Comunista              | Antonio Diecidue            | 356                    | 356                 | 5,31                |
| Pedro de Paoli              | Partido Comunista              | 356                         |                        | 356                 | 5,31                |
|                             | Otros candidatos               | Otros candidatos            | Otros candidatos       | 1                   | 0,21                |
|                             |                                |                             |                        |                     |                     |
| Votos positivos             | Votos positivos                | Votos positivos             | Votos positivos        | 6.710               | 93,26               |
| Votos en blanco             | Votos en blanco                | Votos en blanco             | Votos en blanco        | 485                 | 6,74                |
| Total de votos              | Total de votos                 | Total de votos              | Total de votos         | 7.195               | 100                 |
| Vera 1 Diputado             |                                |                             |                        |                     |                     |
| Partido                     | Partido                        | Candidato                   | Candidato              | Votos               | %                   |
|                             | Unión Cívica Radical Unificada | René Lawson                 | René Lawson            | 3.133               | 78,86               |
|                             | Alianza Civil                  | Rodolfo P. Arronga          | Rodolfo P. Arronga     | 840                 | 21,14               |
|                             |                                |                             |                        |                     |                     |
| Votos positivos             | Votos positivos                | Votos positivos             | Votos positivos        | 3.973               | 92,57               |
| Votos en blanco             | Votos en blanco                | Votos en blanco             | Votos en blanco        | 319                 | 7,43                |
| Total de votos              | Total de votos                 | Total de votos              | Total de votos         | 4.292               | 100                 |

### Cámara de Senadores
| Partido         | Partido                        | Votos   | %     | Bancas |
| --------------- | ------------------------------ | ------- | ----- | ------ |
|                 | Alianza Civil                  | 98.459  | 53,31 | 10/19  |
|                 | Unión Cívica Radical Unificada | 83.234  | 45,06 | 9/19   |
|                 | Partido Comunista              | 3.007   | 1,63  |        |
|                 |                                |         |       |        |
| Votos positivos | Votos positivos                | 184.700 | 89,90 |        |
| Votos en blanco | Votos en blanco                | 20.742  | 10,10 |        |
| Total de votos  | Total de votos                 | 205.442 | 100   |        |
| Fuente:         |                                |         |       |        |

#### Resultados por departamentos
| Belgrano 1 Senador         | Belgrano 1 Senador             | Belgrano 1 Senador       | Belgrano 1 Senador | Belgrano 1 Senador |
| Partido                    | Partido                        | Candidato                | Votos              | %                  |
| -------------------------- | ------------------------------ | ------------------------ | ------------------ | ------------------ |
|                            | Alianza Civil                  | Luis María de la Vega    | 2.092              | 58,21              |
|                            | Unión Cívica Radical Unificada | Domingo Retondo          | 1.502              | 41,79              |
|                            |                                |                          |                    |                    |
| Votos positivos            | Votos positivos                | Votos positivos          | 3.594              | 86,92              |
| Votos en blanco            | Votos en blanco                | Votos en blanco          | 541                | 13,08              |
| Total de votos             | Total de votos                 | Total de votos           | 4.135              | 100                |
| Caseros 1 Senador          |                                |                          |                    |                    |
| Partido                    | Partido                        | Candidato                | Votos              | %                  |
|                            | Alianza Civil                  | Luis Torres              | 4.508              | 54,45              |
|                            | Unión Cívica Radical Unificada | Manuel A. Gallitelli     | 3.498              | 42,25              |
|                            | Partido Comunista              | Justo C. Figueredo       | 273                | 3,30               |
|                            |                                |                          |                    |                    |
| Votos positivos            | Votos positivos                | Votos positivos          | 8.279              | 94,38              |
| Votos en blanco            | Votos en blanco                | Votos en blanco          | 493                | 5,62               |
| Total de votos             | Total de votos                 | Total de votos           | 8.772              | 100                |
| Castellanos 1 Senador      |                                |                          |                    |                    |
| Partido                    | Partido                        | Candidato                | Votos              | %                  |
|                            | Alianza Civil                  | Luis Oliva               | 5.112              | 48,94              |
|                            | Unión Cívica Radical Unificada | Teodoro J. Bouvier       | 5.042              | 48,27              |
|                            | Partido Comunista              | Manuel A. Bernabé        | 291                | 2,79               |
|                            |                                |                          |                    |                    |
| Votos positivos            | Votos positivos                | Votos positivos          | 10.445             | 92,08              |
| Votos en blanco            | Votos en blanco                | Votos en blanco          | 899                | 7,92               |
| Total de votos             | Total de votos                 | Total de votos           | 11.344             | 100                |
| Constitución 1 Senador     |                                |                          |                    |                    |
| Partido                    | Partido                        | Candidato                | Votos              | %                  |
|                            | Unión Cívica Radical Unificada | José J. Brambilla        | 3.607              | 49,01              |
|                            | Alianza Civil                  | Lucas C. Sánchez         | 3.338              | 45,36              |
|                            | Partido Comunista              | Enrique Parisi           | 414                | 5,63               |
|                            |                                |                          |                    |                    |
| Votos positivos            | Votos positivos                | Votos positivos          | 7.359              | 92,88              |
| Votos en blanco            | Votos en blanco                | Votos en blanco          | 564                | 7,12               |
| Total de votos             | Total de votos                 | Total de votos           | 7.923              | 100                |
| Garay 1 Senador            |                                |                          |                    |                    |
| Partido                    | Partido                        | Candidato                | Votos              | %                  |
|                            | Unión Cívica Radical Unificada | Simón Carlen             | 980                | 61,37              |
|                            | Alianza Civil                  | José Dana                | 617                | 38,63              |
|                            |                                |                          |                    |                    |
| Votos positivos            | Votos positivos                | Votos positivos          | 1.597              | 96,03              |
| Votos en blanco            | Votos en blanco                | Votos en blanco          | 66                 | 3,97               |
| Total de votos             | Total de votos                 | Total de votos           | 1.663              | 100                |
| General López 1 Senador    |                                |                          |                    |                    |
| Partido                    | Partido                        | Candidato                | Votos              | %                  |
|                            | Unión Cívica Radical Unificada | Ignacio L. Arteaga       | 6.592              | 47,33              |
|                            | Alianza Civil                  | Emilio Crouzeilles       | 6.558              | 47,08              |
|                            | Partido Comunista              | M. Alejandro Buzetti     | 779                | 5,59               |
|                            |                                |                          |                    |                    |
| Votos positivos            | Votos positivos                | Votos positivos          | 13.929             | 92,82              |
| Votos en blanco            | Votos en blanco                | Votos en blanco          | 1.078              | 7,18               |
| Total de votos             | Total de votos                 | Total de votos           | 15.007             | 100                |
| General Obligado 1 Senador |                                |                          |                    |                    |
| Partido                    | Partido                        | Candidato                | Votos              | %                  |
|                            | Unión Cívica Radical Unificada | Ernesto Fiant            | 4.965              | 58,89              |
|                            | Alianza Civil                  | Marovio Cordoneda        | 3.466              | 41,11              |
|                            |                                |                          |                    |                    |
| Votos positivos            | Votos positivos                | Votos positivos          | 8.431              | 92,92              |
| Votos en blanco            | Votos en blanco                | Votos en blanco          | 642                | 7,08               |
| Total de votos             | Total de votos                 | Total de votos           | 9.073              | 100                |
| Iriondo 1 Senador          |                                |                          |                    |                    |
| Partido                    | Partido                        | Candidato                | Votos              | %                  |
|                            | Alianza Civil                  | Eduardo Carasa           | 3.982              | 64,41              |
|                            | Unión Cívica Radical Unificada | Julio Peña               | 1.986              | 32,13              |
|                            | Partido Comunista              | Víctor Petit             | 214                | 3,46               |
|                            |                                |                          |                    |                    |
| Votos positivos            | Votos positivos                | Votos positivos          | 6.182              | 86,45              |
| Votos en blanco            | Votos en blanco                | Votos en blanco          | 969                | 13,55              |
| Total de votos             | Total de votos                 | Total de votos           | 7.151              | 100                |
| La Capital 1 Senador       |                                |                          |                    |                    |
| Partido                    | Partido                        | Candidato                | Votos              | %                  |
|                            | Unión Cívica Radical Unificada | Carlos A. Pita           | 12.244             | 59,70              |
|                            | Alianza Civil                  | Rafael J. Villanueva     | 8.266              | 40,30              |
|                            |                                |                          |                    |                    |
| Votos positivos            | Votos positivos                | Votos positivos          | 20.510             | 82,76              |
| Votos en blanco            | Votos en blanco                | Votos en blanco          | 4.272              | 17,24              |
| Total de votos             | Total de votos                 | Total de votos           | 24.782             | 100                |
| Las Colonias 1 Senador     |                                |                          |                    |                    |
| Partido                    | Partido                        | Candidato                | Votos              | %                  |
|                            | Alianza Civil                  | Juan F. Wernly           | 4.666              | 51,74              |
|                            | Unión Cívica Radical Unificada | Antonio V. Hessel        | 4.353              | 48,26              |
|                            |                                |                          |                    |                    |
| Votos positivos            | Votos positivos                | Votos positivos          | 9.019              | 89,81              |
| Votos en blanco            | Votos en blanco                | Votos en blanco          | 1.023              | 10,19              |
| Total de votos             | Total de votos                 | Total de votos           | 10.042             | 100                |
| Nueve de Julio 1 Senador   |                                |                          |                    |                    |
| Partido                    | Partido                        | Candidato                | Votos              | %                  |
|                            | Unión Cívica Radical Unificada | Justo Ball               | 930                | 69,72              |
|                            | Alianza Civil                  | Horacio Borsani          | 404                | 30,28              |
|                            |                                |                          |                    |                    |
| Votos positivos            | Votos positivos                | Votos positivos          | 1.334              | 86,01              |
| Votos en blanco            | Votos en blanco                | Votos en blanco          | 217                | 13,99              |
| Total de votos             | Total de votos                 | Total de votos           | 1.551              | 100                |
| Rosario 1 Senador          |                                |                          |                    |                    |
| Partido                    | Partido                        | Candidato                | Votos              | %                  |
|                            | Alianza Civil                  | Juan Diez de Andino      | 37.757             | 65,72              |
|                            | Unión Cívica Radical Unificada | Pedro Santiago Beristain | 19.168             | 33,36              |
|                            | Partido Comunista              | Rómulo Copello           | 528                | 0,92               |
|                            |                                |                          |                    |                    |
| Votos positivos            | Votos positivos                | Votos positivos          | 57.453             | 89,15              |
| Votos en blanco            | Votos en blanco                | Votos en blanco          | 6.995              | 10,85              |
| Total de votos             | Total de votos                 | Total de votos           | 64.448             | 100                |
| San Cristóbal 1 Senador    |                                |                          |                    |                    |
| Partido                    | Partido                        | Candidato                | Votos              | %                  |
|                            | Unión Cívica Radical Unificada | Santiago Aicardi         | 3.615              | 54,26              |
|                            | Alianza Civil                  | Juan M. Iglesias         | 3.047              | 45,74              |
|                            |                                |                          |                    |                    |
| Votos positivos            | Votos positivos                | Votos positivos          | 6.662              | 94,78              |
| Votos en blanco            | Votos en blanco                | Votos en blanco          | 367                | 5,22               |
| Total de votos             | Total de votos                 | Total de votos           | 7.029              | 100                |
| San Javier 1 Senador       |                                |                          |                    |                    |
| Partido                    | Partido                        | Candidato                | Votos              | %                  |
|                            | Alianza Civil                  | Dardo Parera             | 1.382              | 62,31              |
|                            | Unión Cívica Radical Unificada | Genaro Doldán            | 836                | 37,69              |
|                            |                                |                          |                    |                    |
| Votos positivos            | Votos positivos                | Votos positivos          | 2.218              | 89,29              |
| Votos en blanco            | Votos en blanco                | Votos en blanco          | 266                | 10,71              |
| Total de votos             | Total de votos                 | Total de votos           | 2.484              | 100                |
| San Jerónimo 1 Senador     |                                |                          |                    |                    |
| Partido                    | Partido                        | Candidato                | Votos              | %                  |
|                            | Alianza Civil                  | José M. Maciel           | 4.365              | 54,41              |
|                            | Unión Cívica Radical Unificada | Melitón Gómez            | 3.658              | 45,59              |
|                            |                                |                          |                    |                    |
| Votos positivos            | Votos positivos                | Votos positivos          | 8.023              | 93,68              |
| Votos en blanco            | Votos en blanco                | Votos en blanco          | 541                | 6,32               |
| Total de votos             | Total de votos                 | Total de votos           | 8.564              | 100                |
| San Justo 1 Senador        |                                |                          |                    |                    |
| Partido                    | Partido                        | Candidato                | Votos              | %                  |
|                            | Unión Cívica Radical Unificada | Simeón T. Reyes          | 1.987              | 62,29              |
|                            | Alianza Civil                  | Rodolfo Tovar            | 1.203              | 37,71              |
|                            |                                |                          |                    |                    |
| Votos positivos            | Votos positivos                | Votos positivos          | 3.190              | 87,06              |
| Votos en blanco            | Votos en blanco                | Votos en blanco          | 474                | 12,94              |
| Total de votos             | Total de votos                 | Total de votos           | 3.664              | 100                |
| San Lorenzo 1 Senador      |                                |                          |                    |                    |
| Partido                    | Partido                        | Candidato                | Votos              | %                  |
|                            | Alianza Civil                  | Manuel T. Rodríguez      | 3.270              | 56,51              |
|                            | Unión Cívica Radical Unificada | Jorge A. Palacios        | 2.361              | 40,80              |
|                            | Partido Comunista              | Nicolás Sutich           | 156                | 2,70               |
|                            |                                |                          |                    |                    |
| Votos positivos            | Votos positivos                | Votos positivos          | 5.787              | 91,60              |
| Votos en blanco            | Votos en blanco                | Votos en blanco          | 531                | 8,40               |
| Total de votos             | Total de votos                 | Total de votos           | 6.318              | 100                |
| San Martín 1 Senador       |                                |                          |                    |                    |
| Partido                    | Partido                        | Candidato                | Votos              | %                  |
|                            | Alianza Civil                  | Luis Bernardo Guevara    | 3.551              | 53,02              |
|                            | Unión Cívica Radical Unificada | José I. Llovet           | 2.795              | 41,73              |
|                            | Partido Comunista              | Alfredo J. Alsina        | 352                | 5,26               |
|                            |                                |                          |                    |                    |
| Votos positivos            | Votos positivos                | Votos positivos          | 6.698              | 93,25              |
| Votos en blanco            | Votos en blanco                | Votos en blanco          | 485                | 6,75               |
| Total de votos             | Total de votos                 | Total de votos           | 7.183              | 100                |
| Vera 1 Senador             |                                |                          |                    |                    |
| Partido                    | Partido                        | Candidato                | Votos              | %                  |
|                            | Unión Cívica Radical Unificada | Carlos Berli             | 3.115              | 78,07              |
|                            | Alianza Civil                  | Aquiles Traverso         | 875                | 21,93              |
|                            |                                |                          |                    |                    |
| Votos positivos            | Votos positivos                | Votos positivos          | 3.990              | 92,60              |
| Votos en blanco            | Votos en blanco                | Votos en blanco          | 319                | 7,40               |
| Total de votos             | Total de votos                 | Total de votos           | 4.309              | 100                |